# 大堀結衣
大堀 結衣（おおほり ゆい、1992年7月27日 - ）は、日本のフリーアナウンサー。セント・フォース所属。

## 来歴
愛媛県松山市出身。愛媛大学教育学部附属小学校、新田青雲中等教育学校、京都女子大学現代社会学部現代社会学科卒業。
高校在学時には、障害を持つ子どもたちと音楽を通じて心を通わせる音楽療法に3年間取り組んでいた。大学在学時には、ヘアショー・ブライダルモデルを中心としたモデル活動に取り組む。第1回ミス・ユニバース・ジャパン愛媛大会ファイナリスト選出。テレビ局でアルバイトをしたりテレビ朝日アスクでアナウンスの技能習得に励んだりと、卒業後の進路を見据えた活動もしていた。
大学を卒業後、2015年4月に愛媛朝日テレビ (eat) に入社。2019年7月まで同局にアナウンサーとして勤務した後、同年9月に北海道放送（HBC）に入社した。
北海道放送でもアナウンサーを務めた後、2021年3月いっぱいで同局を退社することをHBCラジオ「After Beat〜アフタービート〜」で発表した。同年12月15日、スターダストプロモーション（制作3部）に所属し、フリーアナウンサーとして活動することを自身のInstagramで報告した。

## 出演

### テレビ
愛媛朝日テレビ時代
- eatニュース
- スーパーJチャンネルえひめ
- ちかくナルナル なるちか! - MC
- らぶちゅちゅ
- グッチョイ！ - スタジオMC
- ON&OFF〜えひめリーダーの素顔〜
- 朝だ!生です旅サラダ（2017年 - 2018年、朝日放送テレビ） - 中継リポーター[7]
- 第99回全国高等学校野球選手権大会・第100回全国高等学校野球選手権記念大会中継（2017年・2018年、朝日放送） - アルプススタンドリポート
- サンデーLIVE（2017年 - 2019年、テレビ朝日・朝日放送テレビ・名古屋テレビ） - 中継リポーター

北海道放送時代
- HBCニュース
- 金曜ブランチ - リポーター
- 今日ドキッ - リポーター

フリー転向後
- 本家が聴かせてもらいます（2022年2月5日、テレビ東京） - ナレーター[8]
- 高校野球ダイジェスト2022（ 2022年7月8日 - 12日・16日 - 18日・21日・23日 - 24日・26日[注 1]、テレビ埼玉） - MC[9]
- おめでとう聖望学園 優勝への軌跡(2022年8月4日、テレビ埼玉)-ナビゲーター[10]
- TVSライオンズアワー（2023年6月7日、9日、テレビ埼玉、ベンチリポーター）[11]
- カイモノラボ（不定期出演、TBS）-モデル
- キニナル金曜日（不定期出演、TBS）-モデル
- news every.(日本テレビ)-2023年〜特集リポーターとして出演

### テレビドラマ
- 合理的にあり得ない第5話（2023年5月15日)-レポーター役

### ラジオ
- After Beat〜アフタービート〜（2020年4月1日 - 2021年3月24日、HBCラジオ） - 水曜アシスタント
- 朝刊さくらい（2021年3月1日・5日、HBCラジオ） - 佐藤彩アナウンサーの代理
- カーナビラジオ午後一番（2021年2月16日、HBCラジオ） - 代理

### ネット配信番組
- Hello! 17LIVE～人気ライブ配信アプリのウラ側～（2022年3月 - 5月、17LIVE） - ナビゲーター